# 严澍森
嚴澍森（？—1876年4月9日），字渭春，四川新繁人。清朝政治人物。
原籍陝西渭南。道光二十年（1840年）舉人，捐內閣中書。改知縣，銓授湖北東湖縣，再升同知。晉升為知府，後署武昌府。善詩文，工書法，曾在武昌官署內刻大竹王懷孟所著“零礫詩”。由於巡撫胡林翼推薦，咸豐八年，擢拔為荊宜施道，再遷按察使。咸豐十年，遷布政使，再擢拔為河南巡撫。與皖捻姜台凌對抗，但因與河南团练大臣毛昶熙不合，事相掣肘，於軍事不得要領。同治元年，調湖北巡撫，十二月鄭元善继严树森为河南巡抚。清廷命僧格林沁会同湖广总督官文與严树森、郑元善、毛昶熙、署漕运总督吴棠等合力进攻淮北捻军。嚴樹森等人參劾勝保“觀其平日奏章，不臣之心，已可概見”，同治元年十二月初四日，慈禧密詔多隆阿率部前往陝西逮捕勝保。同治二年（1863年），與胡林翼编绘了《皇朝一统舆图》。光绪元年（1875年）四月二十八，由广西按察使升任廣西布政使。光绪元年十一月初五（1875年12月2日），代任广西巡抚。
光绪二年三月十五（1876年4月9日），去世。

## 延伸阅读
[在维基数据编辑]
 《清史稿/卷427》，出自趙爾巽《清史稿》